# União Desportiva de Beiriz
A União Desportiva de Beiriz é uma associação desportiva e cultural sediada em Beiriz, freguesia da Póvoa de Varzim, Portugal. Fundada há mais de 38 anos, a UDB tem desempenhado um papel importante no desenvolvimento desportivo e comunitário da região. A UDB oferece diversas atividades, incluindo futebol, atletismo, karaté, BTT e ciclismo. Além disso, participa na organização de eventos tradicionais locais, como os festejos de São Pedro e São Gonçalo, reforçando o seu papel na vida cultural da freguesia. Em 2020, sob a liderança de Cláudio Fonte, o clube iniciou um processo de reestruturação para revitalizar o clube em termos organizacionais, financeiros e patrimoniais. A nova direção, composta por antigos atletas, definiu como prioridades atrair mais jovens, recuperar infraestruturas e estabilizar as finanças. 

### História
A criação da União Despotiva de Beiriz resultou da fusão e continuidade de tradições desportivas locais, sucedendo a clubes anteriores como o Club de Futebol de Beiriz e o Sporting Club de Beiriz, que competiam no Campeonato Distrital nos anos 1945/46 .

### Federação do Sector de Futebol
Na época 2023/2024, a UDB estreou-se como clube federado na Associação de Futebol do Porto, recebendo a certificação de entidade formadora com uma estrela, destacando-se pelo seu compromisso com a formação de atletas. A UDB continua a ser uma referência no desporto local, promovendo a formação de jovens atletas e contribuindo para a coesão social e cultural da comunidade de Beiriz. Na época de 2024/2025, disputa a AF Porto Divisão Honra Série 1, após ter sido promovida na época 2023/2024 da AF Porto 2ª Divisão, ficando em 2º Lugar na fase de Apuramento do Campeão.